# Aorlhac
Aorlhac ist eine französische Extreme-Metal-Band, die sich textlich insbesondere mit dem mittelalterlichen Okzitanien befasst und daher auch ihren Namen von ihrer Heimatstadt Aurillac (okzitanisch Orlac) rekomponiert hat.

## Diskografie
- 2007: La chronique des vents (Demo, MC, Pestilence Productions; CD, Thor’s Hammer Productions)
- 2008: À la croisée des vents (Album, CD, Eisiger Mond Production; 12″-Vinyl, Those Opposed Records)
- 2009: Opus 1 (Kompilation, MC, Pestilence Productions; CD, Thor’s Hammer Productions)
- 2010: La cité des vents (Album, CD/12″-Vinyl, Thor’s Hammer Productions)
- 2011: La maisniee du Maufe - A Tribute to the Dark Ages mit Ossuaire, Ysengrin und Darkenhöld (Split-EP, CD, Till You Fukkin Bleed)
- 2018: L’esprit des vents (Album, CD/12″-Vinyl, Les Acteurs de l’Ombre Productions)
- 2021: Pierres brûlées (Album, CD/2x12″-Vinyl/MC, Les Acteurs de l’Ombre Productions)